# 海部幸世
海部 幸世（かいふ さちよ、1933年4月30日 - ）は、第76・77代内閣総理大臣であった海部俊樹の妻。

## 経歴
岐阜県武儀郡美濃町（現・美濃市）出身。金城学院短期大学卒業(金城学院大卒とも)。日本民主党の柳原三郎代議士事務所の手伝いをしており、当時、河野金昇の秘書をしていた海部俊樹と国会で出会い、1955年（昭和30年）に結婚する。
1960年（昭和35年）に夫である俊樹が衆議院選挙に当選し代議士の妻となる。また1989年（平成元年）8月10日から1991年（平成3年）11月5日までの間、夫が内閣総理大臣に在任したため、およそ2年間、ファーストレディをつとめた。
「幸世」という名前から、中国共産党主席だった毛沢東の“猛妻”江青（こうせい）になぞらえて、「コウセイ夫人」と呼ばれるほどのバリバリ型の代議士夫人であったとメディアなどでは伝えられている。